# Constitución
|  | Per a altres significats, vegeu «Constitució (desambiguació)». |

Constitución és una localitat de l'Uruguai ubicada a l'oest del departament de Salto, sobre la frontera amb l'Argentina.
Es troba a 44 metres sobre el nivell del mar. Té una població aproximada de 2.844 habitants.
| 1963  | 1975  | 1985  | 1996  | 2004    |
| ----- | ----- | ----- | ----- | ------- |
| 2.984 | 3.671 | 2.954 | 2.803 | {{{5}}} |